# 波泰勒
波泰勒（法語：Potelle，法語發音：[pɔtɛl]）是法国上法蘭西大區北部省的一个市镇，属于埃尔普河畔阿韦讷区。

## 地理
波泰勒（50°14'3"N, 3°39'48"E）面积4.04 平方千米，位于法国上法蘭西大區北部省，该省份为法国最北部的省份及最长的省份，西北濒北海，西接加来海峡省，南至埃纳省和索姆省，东与比利时接壤。
与波泰勒接壤的市镇（或旧市镇、城区）包括：维勒罗、若利梅兹、洛基尼奥勒、卢维尼凯努瓦、勒凯努瓦。

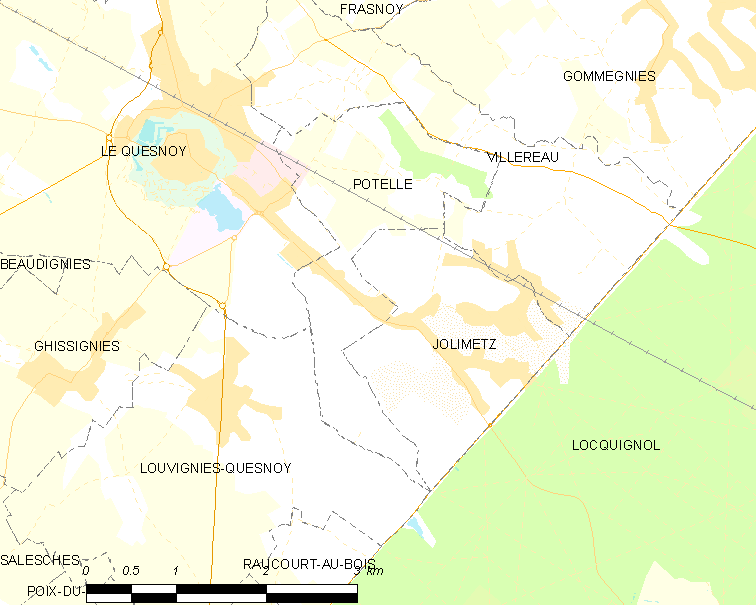
波泰勒的OSM定位图

波泰勒的时区为UTC+01:00、UTC+02:00（夏令时）。

## 行政
波泰勒的邮政编码为59530，INSEE市镇编码为59468。

## 政治
波泰勒所属的省级选区为埃尔普河畔阿韦讷县。

## 人口

1962-2008年间波泰勒人口变化图示

波泰勒于2022年1月1日时的人口数量为440人。